# Most na Menie w Randersacker
Most na Menie w Randersacker – most autostradowy na Menie w ciągu Autostrady A3 o długości 540 m.
Most usytuowany jest pomiędzy węzłami autostradowymi Würzburg-Heidingsfeld i Würzburg-Randersacker. Rozciąga się on na południe od Würzburga, koło Randersacker na wysokość około 20 m ponad Menem, linią kolejową Treuchtlingen – Würzburg, drogą nr 2418 z Würzburga do Wintershausen oraz drogą krajową B13. Pierwszy most powstał w 1963 roku. W ramach rozbudowy autostrady do drogi sześciopasmowej, została przeprowadzona gruntowna renowacja mostu w latach 2007-2011.